# 마리오 코르소
마리오 코르소(이탈리아어: Mario Corso ˈmaːrjo ˈkorso[*]; 1941년 8월 25일, 베네토 주 베로나 ~ 2020년 6월 19일, 롬바르디아 주 밀라노)는 이탈리아의 전 축구 선수이자 감독이다. 명성있고 역동적인 측면 미드필더인 코르소는 이탈리아 당대 최고의 측면 자원으로 평가받으며 출중한 기술력, 프리킥 능력, 그리고 공배급력에 힘입어 "만드라고라", "신의 왼발" 등의 별칭이 붙었다.
코르소는 인테르나치오날레에서 대성공적인 활약을 펼친 것으로 회자되는데, 엘레니오 에레라 감독이 이끄는 위대한 인테르(La Grande Inter)의 선수단의 주축 선수로 활약했다. 그는 이탈리아 국가대표팀 경기에도 23번 출전했다. 은퇴 후, 그는 인테르나치오날레를 비롯한 몇몇 구단들을 지도했는데, 만토바 소속으로 1987-88 시즌에 세리에 C2 B조를 우승했다.

## 클럽 경력
코르소는 인테르나치오날레의 주축 선수로 활약하였는데, 그는 현역 시절 대부분을 검푸른 옷을 입고서 1957년부터 1973년까지 활약하며 세리에 A를 4번 우승했고, 유러피언컵도 2번 들어올렸으며, 인터콘티넨털컵도 2번 우승했고, 이후에 유러피언컵 결승전에 1번 더 올랐으며, 코파 이탈리아 결승전에도 1번 올랐다.코르소는 16세의 나이로 인테르나치오날레 신고식을 치렀는데, 코모와의 코파 이탈리아 경기에서 3-0으로 이겼다. 코르소는 첫 경기에서 인테르나치오날레의 2-0 추가골을 기록해 인테르나치오날레 역사상 최연소 득점자로 이름을 올렸다. 1957년 11월 23일, 그는 5-1로 이긴 삼프도리아전에서 세리에 A 첫 경기를 치렀고, 이후 정식 1군 선수로 승격했으며, 말년에는 주장도 맡았다. 코르소는 엘레니오 에레라의 1960년대 위대한 인테르로 회자되는 인테르나치오날레 선수단 좌측면을 맡았고, 세리에 A, 유러피언컵, 그리고 인터콘티넨털컵을 연거푸 들어올렸다. 인테르나치오날레를 퇴단한 후, 코르소는 1973년에 제노아로 이적하여 2년동안 짧게 활약하고 1975년에 은퇴했다. 그는 총 436번의 세리에 A 경기에 출전해 78골을 기록했다.

## 국가대표팀 경력
코르소는 총 23번의 이탈리아 국가대표팀 경기에 10년 넘는 기간 동안 출전해 4골을 넣었지만, 이탈리아 국가대표팀 일원으로 주요 대회에 참가한 적은 없다. 그의 첫 국가대표팀 경기는 2-3으로 안방에서 패한 잉글랜드와의 국제 친선경기였다. 1961년 10월 15일, 그는 이탈리아 국가대표팀 1호골을 이스라엘과의 1962년 월드컵 예선전에서 기록했는데, 이탈리아는 적지에서 4-2 승리를 챙겼다. 그는 11월 4일에 이스라엘과 토리노에서 재회했을 때에도 득점에 성공했다. 그러나, 코르소는 에드몬도 파브리 감독의 눈밖에 나면서 1962년 월드컵에 참가할 수 없었고, 이탈리아는 이 대회 조별 리그에서 탈락했다. 그는 1964년에 선발로 복귀했는데, 3-1로 이긴 스위스와의 5월 10일 경기에서 쐐기골을 기록했다. 그는 이후 또다시 조별 리그에 탈락한 1966년 월드컵에도 참가하지 못했고, 뒤이어 안방에서 우승을 거둔 유로 1968에도 참가하지 못했다. 그는 이후 1970년 월드컵에서도 이탈리아가 그 없이 준우승을 거두었다. 코르소는 1971년 10월 9일, 3-0으로 이긴 스웨덴전에서 마지막 국가대표팀 경기를 치렀다. 그는 줄리아노 사르티, 아르만도 피키, 잔프란코 베딘, 그리고 안토니오 앙헬리요와 함께 인테르나치오날레에서 대성공을 거둔 이탈리아인이면서도, 이탈리아 대표로 월드컵에 나가지 못한 비운의 선수였다. 그는 비록 국가대표팀에서 제외되었지만, 국제 축구 연맹은 1967년에 그를 각국 대표 선수단 일원으로 이름을 올려 리카르도 사모라 골키퍼를 기리는 스페인과의 경기에 출전해 3-0 승리에 일조했다.

## 경기 방식
선천적으로 왼발잡이인 코르소는 정확한 공의 공급, 공 배급력, 창의성, 그리고 다재다능한 주발로의 공넘김은 물론 꾸준함, 지능, 공을 잡을 때의 주력, 측면 자원으로서의 체력으로 효율적인 플레이메이커가 되었다. 그는 최후방 직전에 좌측에서 공을 배급하거나 우측에서 치고 들어갈 수 있었기에 좌측과 우측을 모두 맡아도 문제가 없었다. 특이한 측면 자원으로, 그는 전술적 체계성이 부족한 것으로 악명이 자자했고, 그를 대신해 보다 중앙에서 자유로이 공격형 미드필더로 뛰기도 했다. 그에 따라, 그는 공격수나 미드필더를 겸할 수 있었다. 비록 그는 발이 특히 빠른 것은 아니나, 품위가 넘치고, 기술력으로 뛰어나며, 밀착된 상황도 제어할 수 있으며, 우아하고, 공몰이에 두각을 나타낸 것은 물론 체격이 좋고 끈질겼다. 정확한 프리킥 주자로, 그는 감기는 강력한 발힘으로 굴절하는 프리킥으로 멀리서 쏘았다. 재능이 넘쳤지만, 잔니 브레라 기자는 그가 꾸준치 못하고, 역동성이 부족하며, 수비적 효율이 떨어졌다고 지적했지만, 코르소는 이를 부인하였다. 그 결과, 브레라는 코르소에게 성씨를 언어유희적으로 비틀어 "달린"이란 별칭을 붙였고, 브레라는 덧붙여 코르소가 경기 중 많이 뛰지 않고, 공이 굴러가게 하는 쪽을 선호한다고 언급했다.

## 이후 행보와 최후
코르소는 2020년 6월 19일, 향년 78세로 영면에 들었다.

## 수상
인테르나치오날레
- 세리에 A: 1962–63, 1964–65, 1965–66, 1970–71
- 유러피언컵: 1963–64, 1964–65
- 인터콘티넨털컵: 1964, 1965